# Франко Дзальйо
Франко Дзальйо (італ. Franco Zaglio, нар. 23 грудня 1936, Кремона) — італійський футболіст, що грав на позиції опорного півзахисника, зокрема за «Рому», «Інтернаціонале», а також національну збірну Італії.

## Клубна кар'єра
Народився 23 грудня 1936 року в місті Кремона. Вихованець футбольної школи місцевого «Кремонезе». Дорослу футбольну кар'єру розпочав 1953 року в основній команді того ж клубу, в якій провів три сезони, взявши участь у 45 матчах чемпіонату. 
Згодом з 1956 по 1958 рік грав у складі команд «Лаціо» та СПАЛ.
Своєю грою за останню команду привернув увагу представників тренерського штабу клубу «Рома», до складу якого приєднався 1958 року. Відіграв за «вовків» наступні два сезони своєї ігрової кар'єри. Більшість часу, проведеного у складі «Роми», був основним гравцем команди.
1960 року уклав контракт з «Інтернаціонале», у складі якого провів наступні чотири роки своєї кар'єри гравця. У сезоні 1962/63 виборов титул чемпіона Італії, після чого за результатами розіграшу 1963/64 став володарем Кубка чемпіонів УЄФА.
Протягом 1964—1965 років захищав кольори клубу «Мантова», а завершув ігрову кар'єру у «Дженоа», за яку виступав протягом 1965—1966 років.

## Виступи за збірну
1959 року провів дві офіційні товариські гри у складі національної збірної Італії.
| Дата      | Місто  | Господарі | Результат | Гості   | Турнір           | Голи | Примітки |
| --------- | ------ | --------- | --------- | ------- | ---------------- | ---- | -------- |
| 28-2-1959 | Рим    | Італія    | 1 – 1     | Іспанія | товариський матч | -    |          |
| 6-5-1959  | Лондон | Англія    | 2 – 2     | Італія  | товариський матч | -    |          |
| Усього    |        | Матчів    | 2         |         | Голів            | -    |          |

## Титули і досягнення
- Чемпіон Італії (1):

«Інтернаціонале»: 1962-1963
- Володар Кубка чемпіонів УЄФА (1):

«Інтернаціонале»: 1963-1964